# 加森観光
加森観光株式会社（かもりかんこう）は、札幌市中央区にある企業である。

## 概要
1981年（昭和56年）設立。前身は加森勝雄が登別温泉において第三セクターによる「登別温泉ケーブル」を建設し、ロープウェイの山頂に「のぼりべつクマ牧場」を造成したことに始まる。しかし登別温泉ケーブル周辺は国有地だったため資産性に乏しかったことから札幌でのビル経営も行う中で、ロープウェイ経営のノウハウを生かしたスキー場経営を構想する。
その後、冬場の収入源を確保するために「加森観光」を設立し、「大和ルスツスキー場」として営業していた施設を買収。入園料を支払えば遊園地内の乗り物や遊具が無料になる「入園料方式」を遊園地業界で初めて取り入れるなど、スキー場と宿泊施設のみであったルスツを通年型リゾートへと拡大していった。1994年頃からは日本長期信用銀行系の不良債権化していた東京浜松町・大森のホテル買収を皮切りに国内での不良債権物件への投資を行い、1997年（平成9年）以降は経営破綻した施設を買収することにより事業拡大を図り、総合的なリゾート・観光施設事業を展開している。
ルスツリゾートにおけるヘルスツーリズムへの取組みが評価され、2009年（平成21年）に『第2回ヘルスツーリズム大賞』を受賞している。札幌国際大学と連携協定を結んでしているほか、千葉商科大学サービス創造学部の「公式サポーター企業」になっている。
2008年以降は保有している施設の閉鎖および譲渡が相次いでいる。

## 沿革
前史
- 1953年（昭和28年）：加森勝雄が「加森産業」を設立、札幌での貸しビル業を行う。
- 1956年（昭和31年）：第三セクター方式でロープウェイ「登別温泉ケーブル」を設立し観光業に進出。
- 1957年（昭和32年）：登別温泉ケーブル開業。
- 1958年（昭和33年）：登別温泉ケーブルの付属施設として「のぼりべつクマ牧場」を開業。
- 1972年（昭和47年）：登別温泉ケーブルが札幌市の料亭「川甚」を買収[11]。

加森観光
- 1981年（昭和56年）：登別温泉ケーブルの全額出資で「加森観光」を設立[12]、埼玉県の「大和」が運営していた留寿都村の「大和ルスツスキー場」を買収し再開業。
- 1983年（昭和58年）：ルスツ高原スキー場（旧大和ルスツスキー場）敷地内に遊園地「ルスツ高原カントリーランド」[4]、札幌市に遊園地「ザ・おもしろランド」[13][14][15]・ホテル「プレイボックス ザ・アメリカン」開業[16]。
- 1984年（昭和59年）：旭川市に「旭川ジャンボプール」開業[17][18]。
- 1986年（昭和61年）：「プレイボックス ザ・アメリカン」を「アートプラザホテル」にリニューアル[19]。
- 1987年（昭和62年）：ニセコの「山田温泉ホテル」運営開始[20]。「登別温泉ゴルフクラブ」買収。
- 1988年（昭和63年）：オーストラリアクイーンズランド州の「ローンパイン・コアラ・サンクチュアリ」買収[21]。
- 1989年（平成元年）：アメリカ合衆国コロラド州の「スティームボートスキー場」（en）買収[22]。
- 1990年（平成02年）：アメリカ合衆国カリフォルニア州の「ヘブンリースキー場」（en）買収[23][24]、アメリカ国内では最大のスキーリゾート企業となる[25]。「ザ・おもしろランド」閉園。
- 1991年（平成03年）：フランスCDC系列のコンパニー・デザルプ（fr）と共同でフランスサヴォワ県「ティーニュ（fr）スキー場」の経営に参画[26]。アメリカ・フロリダ州のゴルフリゾート「セイベル・ポイント」を買収[27]。
- 1997年（平成09年）：アメリカ国内の日系企業でのセクハラ訴訟の急増を受け危機管理手段がないとして[25]、アメリカ国内のスキー場・ゴルフ場をアメリカン・スキーイング・カンパニー（en）に売却[28][29][30]、売却額350億円で90億円の売却益を得る[31]。「サホロリゾート」と業務提携[4]。「アルファリゾート・トマム」運営開始[32]。ホテルアルファ・サッポロ運営開始。
- 1998年（平成10年）：「アートプラザホテル」営業終了、「アートホテルズ札幌」開業。アルファリゾート・トマム全体の4割を占めるアルファ・コーポレーション所有の施設を占冠村から無償借用。地ビール製造を担う子会社「薄野地麦酒」を設立[33]。
- 1999年（平成11年）：サホロリゾートの運営を全面的に受託[4]。フランス・ティーニュスキー場を管理する「STGM」の19.95%の保有全株をコンパニー・デザルプに売却[34]。
- 2000年（平成12年）：「ロイヤルシップ札幌ゴルフ倶楽部」買収[35]。札幌市に「わんにゃんふれあいパーク」開業[36]。
- 2001年（平成13年）：「登別マリンパークニクス」運営開始[37][38]。サホロリゾート買収[39]。旭川ジャンボプール営業終了[40][41]。保有施設の運営部門を担う子会社「加森観光本社」を設立[42]。
- 2002年：「杉乃井ホテル」運営開始[43]。「横津岳国際スキー場」と「函館カントリークラブ横津コース」（後の「函館よこつゴルフコース」）譲受[44]。「テイネハイランド」譲受。「夏油高原スキー場」運営開始。
- 2003年（平成15年）：「姫路セントラルパーク」取得[45]。中山峠観光施設の運営開始[46][47]。「岩手ホテルアンドリゾート」取得[48][49]。ホテルアルファ・サッポロ運営終了[50]。「テイネオリンピア」譲受。「支笏湖観光運輸」取得[51]。
- 2004年（平成16年）：加森公人が「観光カリスマ」に選定[52]。「天然豊浦温泉しおさい」運営受託[53]。「裏磐梯猫魔ホテル」運営受託。
- 2005年（平成17年）：「ニセコグランドホテル」運営開始[54]。トマムリゾートの運営受託契約解消[32]。「スペースワールド」運営開始[55]。「おんたけスキー場」（現「おんたけ2240」）指定管理者となる。函館横津岳スキー場休業[56]。
- 2006年（平成18年）：「サホロリゾート ベア・マウンテン」オープン[57]。「カルルス温泉サンライバスキー場」運営受託[58]。「オリカゴルフ&ホテルリゾート」（現「富良野リゾートオリカ」）運営開始[59][60]。
- 2007年（平成19年）：「石炭の歴史村」などを含む夕張市観光施設の指定管理者となり、夕張リゾートを設立して運営開始[61][62]。「伊豆バイオパーク」（現在の「伊豆アニマルキングダム」）などのレジャー施設を譲受[63][64]。女子アイスホッケーチーム「六花亭ベアーズ」の新スポンサーになり、チーム名が「加森観光ベアーズ」となる[65]。「箕輪スキー場」と「ホテルプルミエール箕輪」取得。
- 2008年（平成20年）：ルスツリゾートに『第34回主要国首脳会議』（北海道洞爺湖サミット）の国際メディアセンター（IMC）設置[66][67]。杉乃井リゾート全株式譲渡[68]。「旧北海道炭礦汽船鹿ノ谷倶楽部」（夕張鹿鳴館）などの管理返上[69]。
- 2009年（平成21年）：登別温泉ゴルフクラブ閉場。函館よこつゴルフコース売却[70]。天然豊浦温泉しおさい運営終了[71]。
- 2010年（平成22年）：道の駅フォーレスト276大滝運営撤退。IPCわんにゃんふれあいパーク・IPC国際ペットカルチャー総合学院札幌校閉鎖[36]。山田温泉ホテル売却[72]。テイネオリンピア遊園地営業休止[73]。
- 2011年（平成23年）：おんたけ2240運営撤退[74]。子会社「ルスツファーム」を通じ羊の飼養事業に参入[75][76]。
- 2012年（平成24年）：女子アイスホッケーチームのスポンサー降板[77]。箕輪スキー場とホテルプルミエール箕輪の全株式売却[78]。スキージャンプ選手の田仲翔大とスポンサー契約（2014年に現役引退）。
- 2013年（平成25年）：夏油高原スキー場運営撤退。
- 2014年（平成26年）：アートホテルズ札幌売却[79]。
- 2015年（平成27年）：「夕張市石炭博物館」管理返上[80]。
- 2016年（平成28年）：岩手ホテルアンドリゾート売却[81][82]。『2017年アジア冬季競技大会』のオフィシャルスポンサーになる[83]。
- 2017年（平成29年）：夕張リゾート運営撤退。ヘリコプター観光事業参入、DHCの委託運航によりルスツリゾートでの尻別岳ヘリスキーや遊覧飛行を実施[84]。
- 2018年（平成29年）：「スペースワールド」閉園[85]。

## グループ施設
- 北海道
  - ルスツリゾート - 虻田郡留寿都村字泉川13
  - サホロリゾート - 上川郡新得町狩勝高原
  - サホロリゾート ベア・マウンテン - 上川郡新得町狩勝高原
  - サッポロテイネ - 札幌市手稲区手稲本町593-3
  - のぼりべつクマ牧場 - 登別市登別温泉町224
  - 登別マリンパークニクス - 登別市登別東町1丁目22
  - カルルス温泉サンライバスキー場 - 登別市カルルス町27
  - 中山峠スキー場 - 虻田郡喜茂別町字川上345
  - 望羊中山 - 虻田郡喜茂別町字川上345
  - ニセコグランドホテル - 虻田郡ニセコ町字ニセコ4124
  - ロイヤルシップ札幌ゴルフ倶楽部 - 石狩市厚田区聚富278
  - 富良野リゾートオリカ - 空知郡中富良野町西2線北17号
  - 支笏湖観光船 - 千歳市支笏湖温泉
  - さっぽろ川甚本店 - 札幌市中央区南7条西3
  - 国際観光バス - 札幌市白石区平和通14丁目北2
  - 北海道女子学生会館 - 札幌市中央区北21条西15丁目
- 北海道の関連施設
  - 真駒内カントリークラブ - 札幌市南区常盤200
  - 滝のカントリークラブ - 札幌市南区滝野213
  - 羊ヶ丘カントリークラブ - 札幌市豊平区西岡549
- 東海地方
  - 伊豆アニマルキングダム - 静岡県賀茂郡東伊豆町稲取3344
  - 伊豆稲取スポーツヴィラ - 静岡県賀茂郡東伊豆町稲取3349-1
  - 稲取ゴルフクラブ - 静岡県賀茂郡東伊豆町稲取3337
  - 伊豆クルーズ - 静岡県下田市外ヶ岡19
- 西日本
  - 姫路セントラルパーク - 兵庫県姫路市豊富町神谷1436-1
- 海外
  - ローンパイン・コアラ・サンクチュアリ - オーストラリアクイーンズランド州
- 関連会社
  - すすきの地ビール（薄野地麦酒株式会社） - 札幌市中央区北4条西4丁目1

## その他
- 本社のある「加森ビル3」は1955年に竣工[86]、当初北海道庁の別館として建てられ北海道労働金庫や[86]、自治労会館に用いられたビルを買収して[87]、1985年から使用している[88]。札幌市内の商業ビルでは最古級となっているが、「古くても使える物は徹底的に使い、お金は観光施設にかける」といった方針のもと使用を続けている[86]。
- 留寿都村の従業員寮は、サツドラルスツ店と一体となっている[89]。

## 不祥事
- 2020年1月14日、カジノを含む統合型リゾート（IR）事業への参入を巡る汚職事件で、会長の加森公人が東京地方検察庁特別捜査部に贈賄罪で在宅起訴された[90]。9月25日に東京地方裁判所に懲役10月、執行猶予2年の判決を言い渡された[91]。

## テレビ番組
- 日経スペシャル ガイアの夜明け 公共サービスのなくなる日 「～ 夕張再生へ 立ち上がる住民たち ～」（2007年6月26日、テレビ東京）[92]。- 加森観光による観光施設の立て直しを取材。